# Рогово (Білостоцький повіт)
Рогово (пол. Rogowo) — село в Польщі, у гміні Хорощ Білостоцького повіту Підляського воєводства.
Населення — 342 особи (2011).
У 1975-1998 роках село належало до Білостоцького воєводства.

## Демографія
Демографічна структура станом на 31 березня 2011 року:
|          | Загалом | Допрацездатний вік | Працездатний вік | Постпрацездатний вік |
| -------- | ------- | ------------------ | ---------------- | -------------------- |
| Чоловіки | 176     | 26                 | 125              | 25                   |
| Жінки    | 166     | 31                 | 93               | 42                   |
| Разом    | 342     | 57                 | 218              | 67                   |